# Becky Kellar
Becky Kellar (née le 1er janvier 1975 dans le Comté d'Haldimand, Ontario, Canada) est une joueuse de hockey sur glace canadienne, membre de l'équipe du Canada de hockey sur glace féminin.
Avec le Canada, elle est championne du monde en 1999, 2000, 2001 et 2004 et vice-championne en 2005, 2008 et 2009.
Elle est aussi triple championne olympique (2002 à Salt Lake City, 2006 à Turin et en 2010 à Vancouver) et vice-championne olympique en 1998 à Nagano.
Elle prend sa retraite du hockey à la fin de la saison 2010-2011 dans la Ligue canadienne de hockey féminin.